# Lutayan
Lutayan is een gemeente in de Filipijnse provincie Sultan Kudarat op het eiland Mindanao. Bij de laatste census in 2007 had de gemeente bijna 52 duizend inwoners.

## Geografie

### Bestuurlijke indeling
Lutayan is onderverdeeld in de volgende 11 barangays:
| - Antong - Bayasong - Blingkong - Lutayan Proper - Maindang - Mamali | - Manili - Palavilla - Sampao - Sisiman - Tamnag |

## Demografie
Lutayan had bij de census van 2007 een inwoneraantal van 51.640 mensen. Dit zijn 10.759 mensen (26,3%) meer dan bij de vorige census van 2000. De gemiddelde jaarlijkse groei komt daarmee uit op 3,27%, hetgeen hoger is dan het landelijk jaarlijks gemiddelde over deze periode (2,04%). Vergeleken met de census van 1995 is het aantal mensen met 16.986 (49,0%) toegenomen.

De bevolkingsdichtheid van Lutayan was ten tijde van de laatste census, met 51.640 inwoners op 271 km², 127,9 mensen per km².